# Systematik der Höheren Krebse
Die folgende Systematik der Höheren Krebse zeigt die Zugehörigkeit der unterschiedlichen rezenten Taxa in der Klasse der Höheren Krebse (Malacostraca), meist bis zur Familienebene. 
Früher war eine andere Einteilung gebräuchlicher, bei der die Zehnfußkrebse oder Decapoda in die beiden Unterordnungen Reptantia und Natantia eingeteilt wurden. Die Natantia umfassten die frei schwimmenden Formen (meist als Garnelen bezeichnet), die Repatantia die benthischen, am Gewässergrund lebenden, neben den Astacidea, Anomura und Brachyura wurden die Langustenartigen oder Palinura als Teilordnungen der Repantia aufgefasst. Eine weitere Einteilung fasste alle Gruppen mit gut ausgebildetem Pleon, also alle außer den Brachyura und Anomura, zur Unterordnung Macrura zusammen. Diese Systeme werden heute nicht mehr verwendet, weil die unterschiedenen Taxa zum Teil nicht monophyletisch sind, das System also nicht die natürliche Verwandtschaft der Gruppen abbildet.

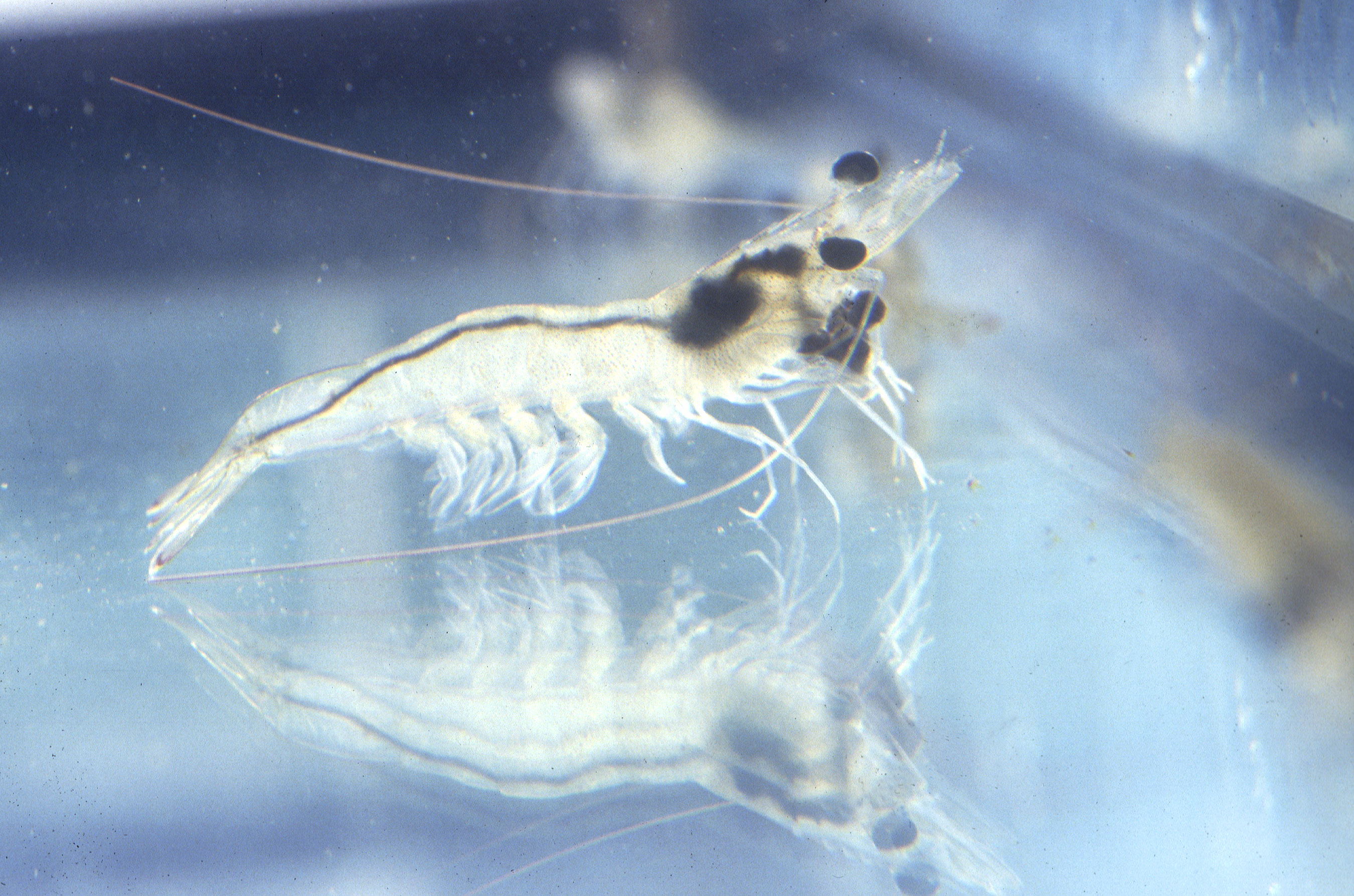
Litopenaeus vannamei

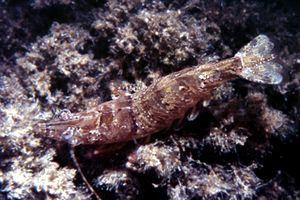
Sicyonia carinata

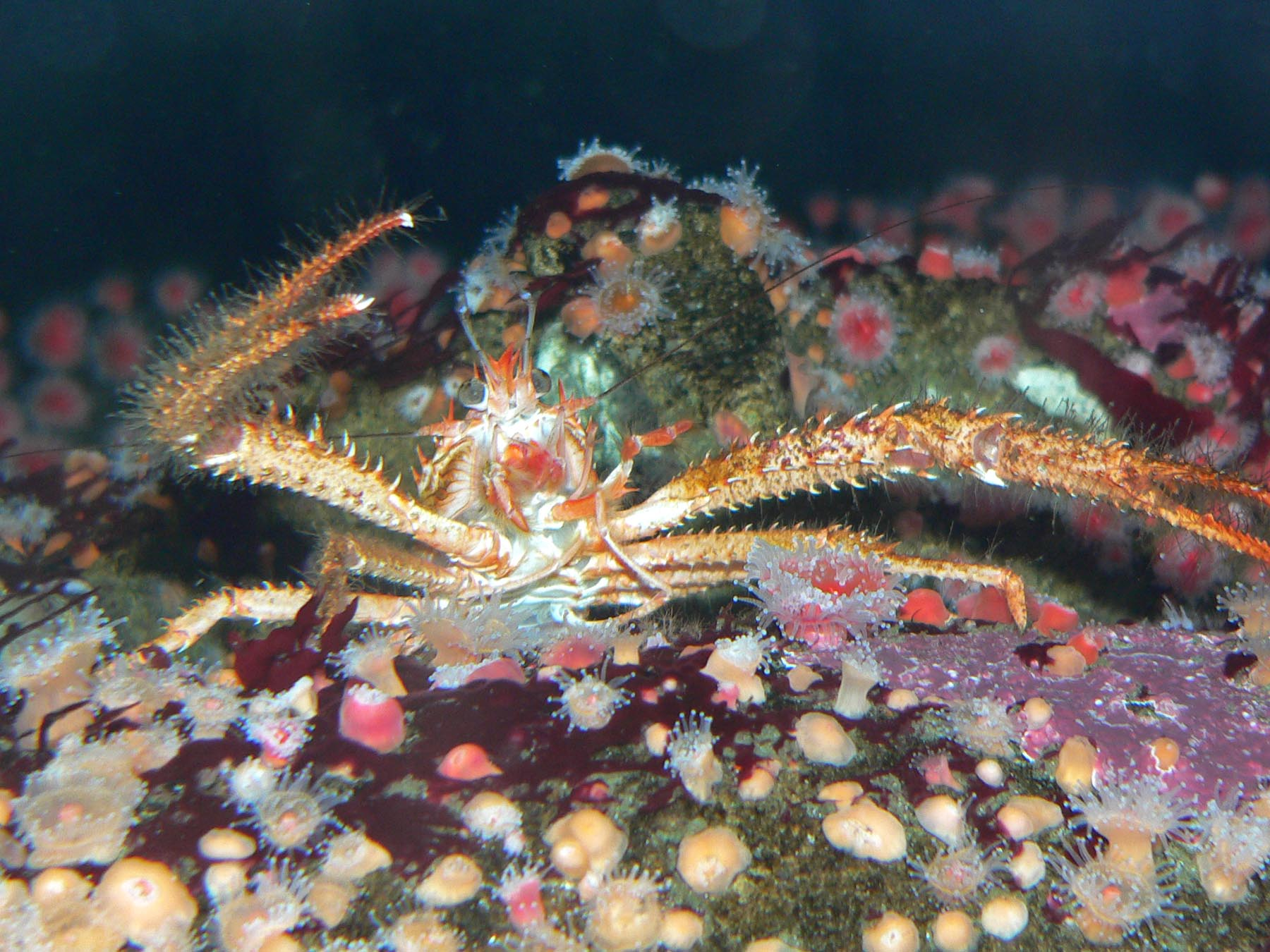
Springkrebse (Galatheidae)

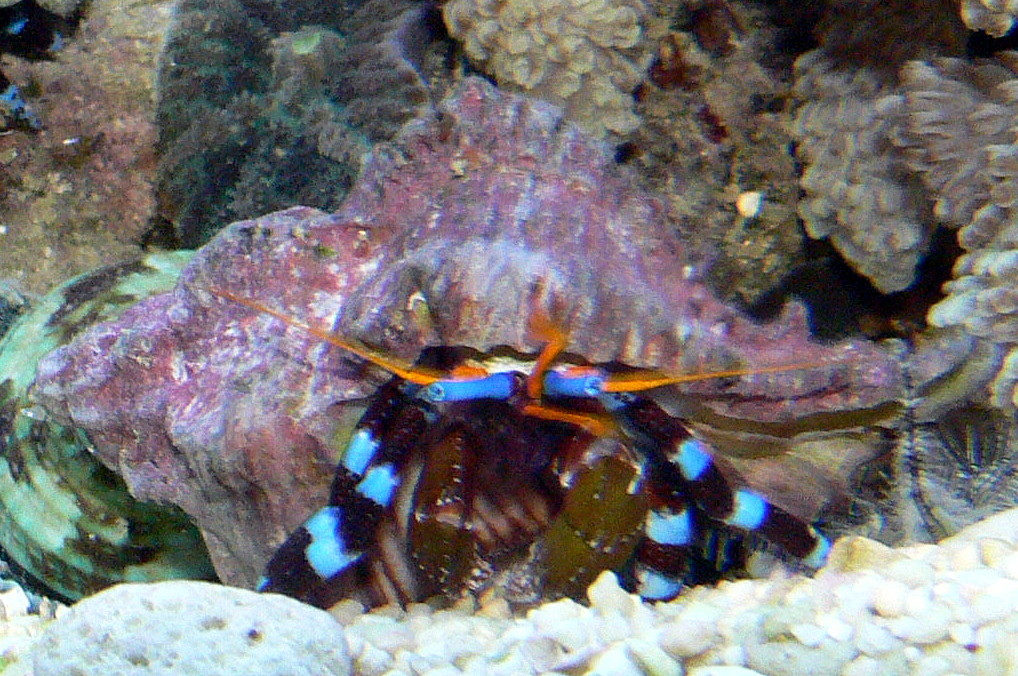
Calcinus elegans

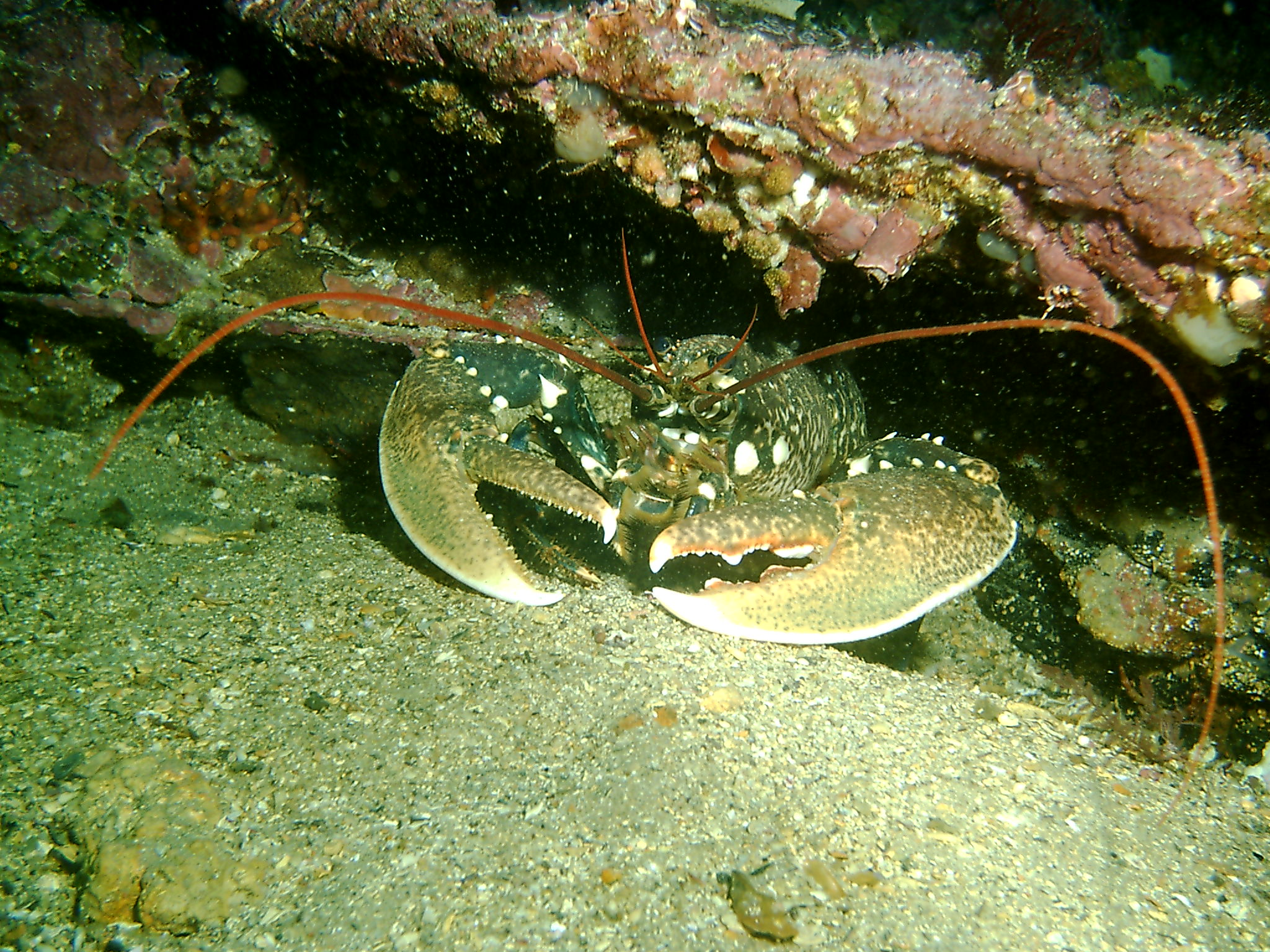
Hummerartige (Nephropidae)

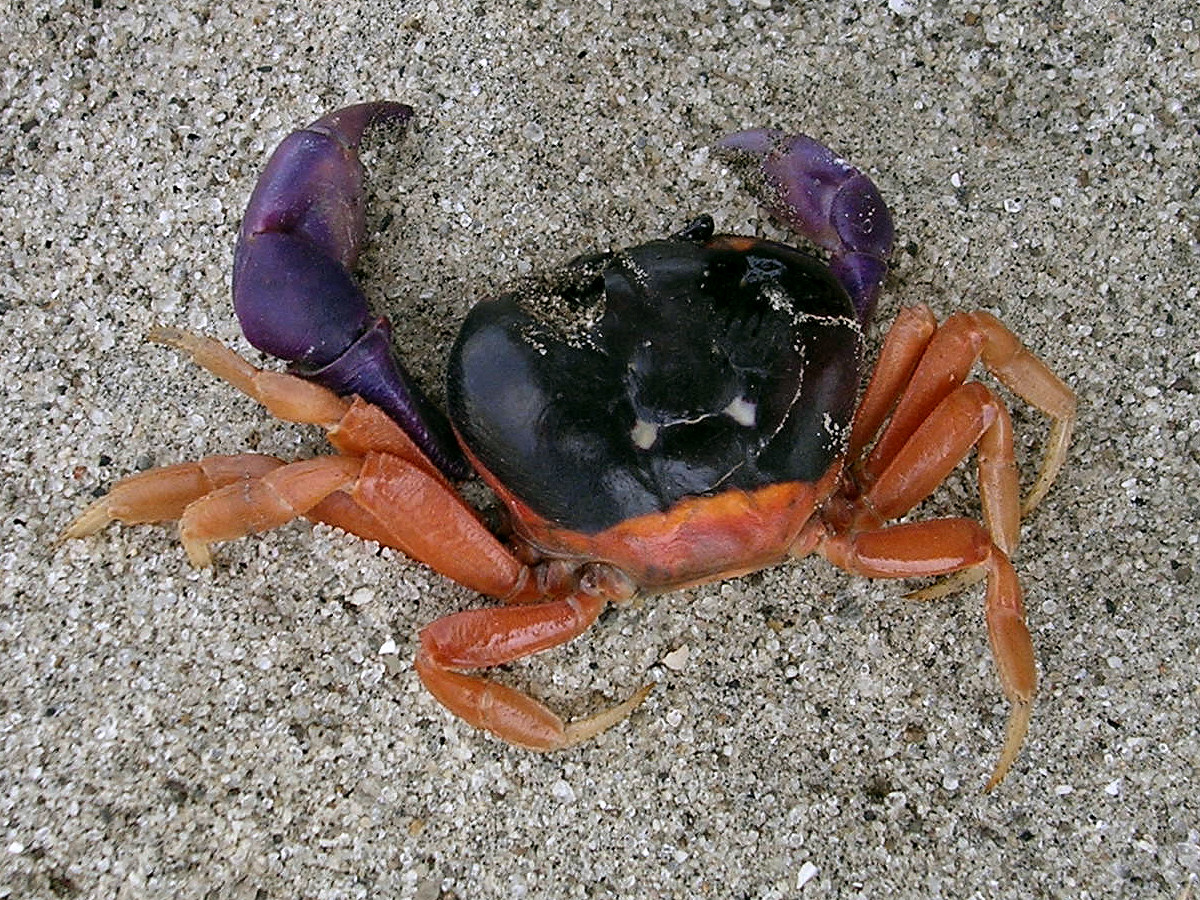
Landkrabben (Gecarcinidae)

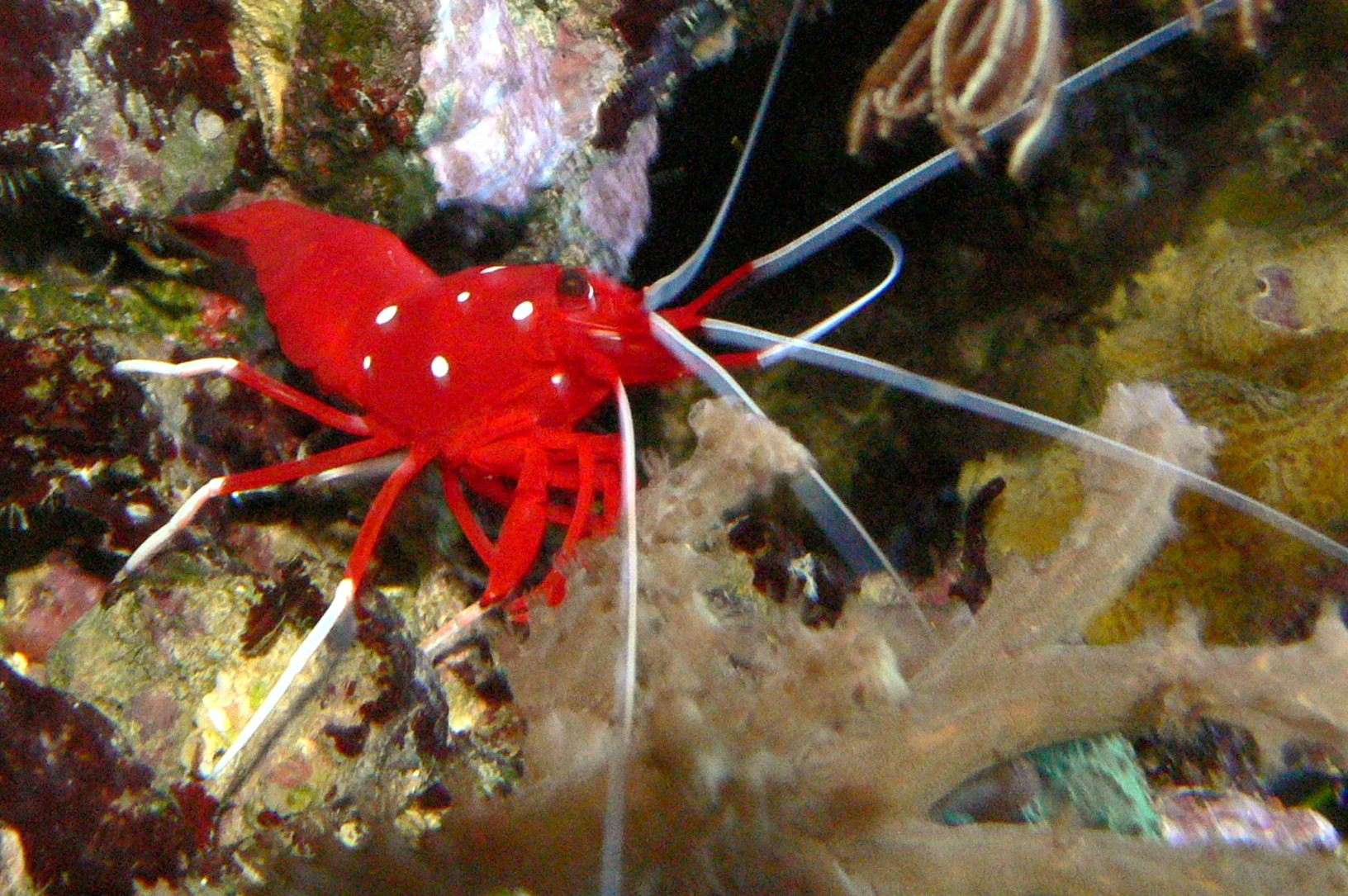
Kardinals-Putzergarnele (Lysmata debelius)

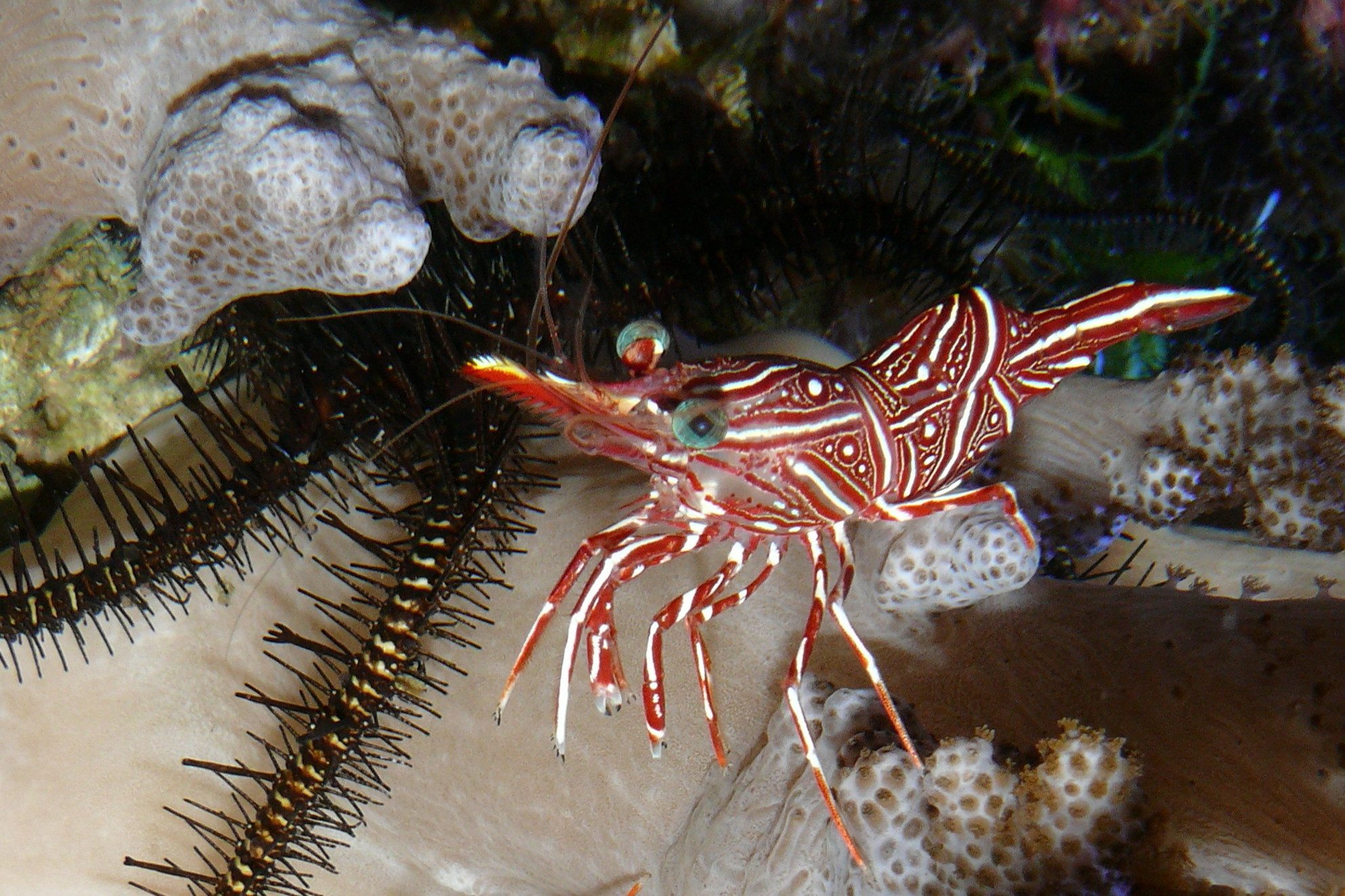
Tanzgarnele (Rhynchocinetes sp.)

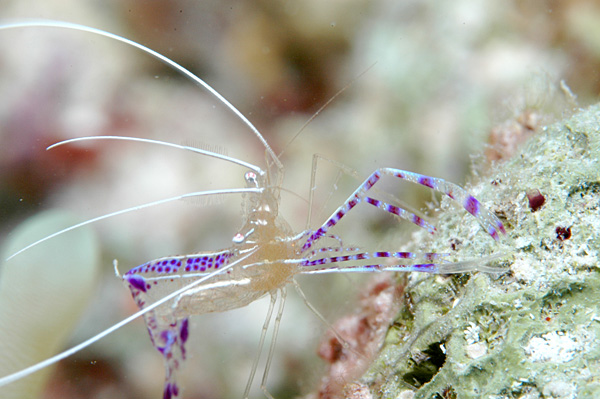
Pedersons Partnergarnele (Periclimenes pedersoni)

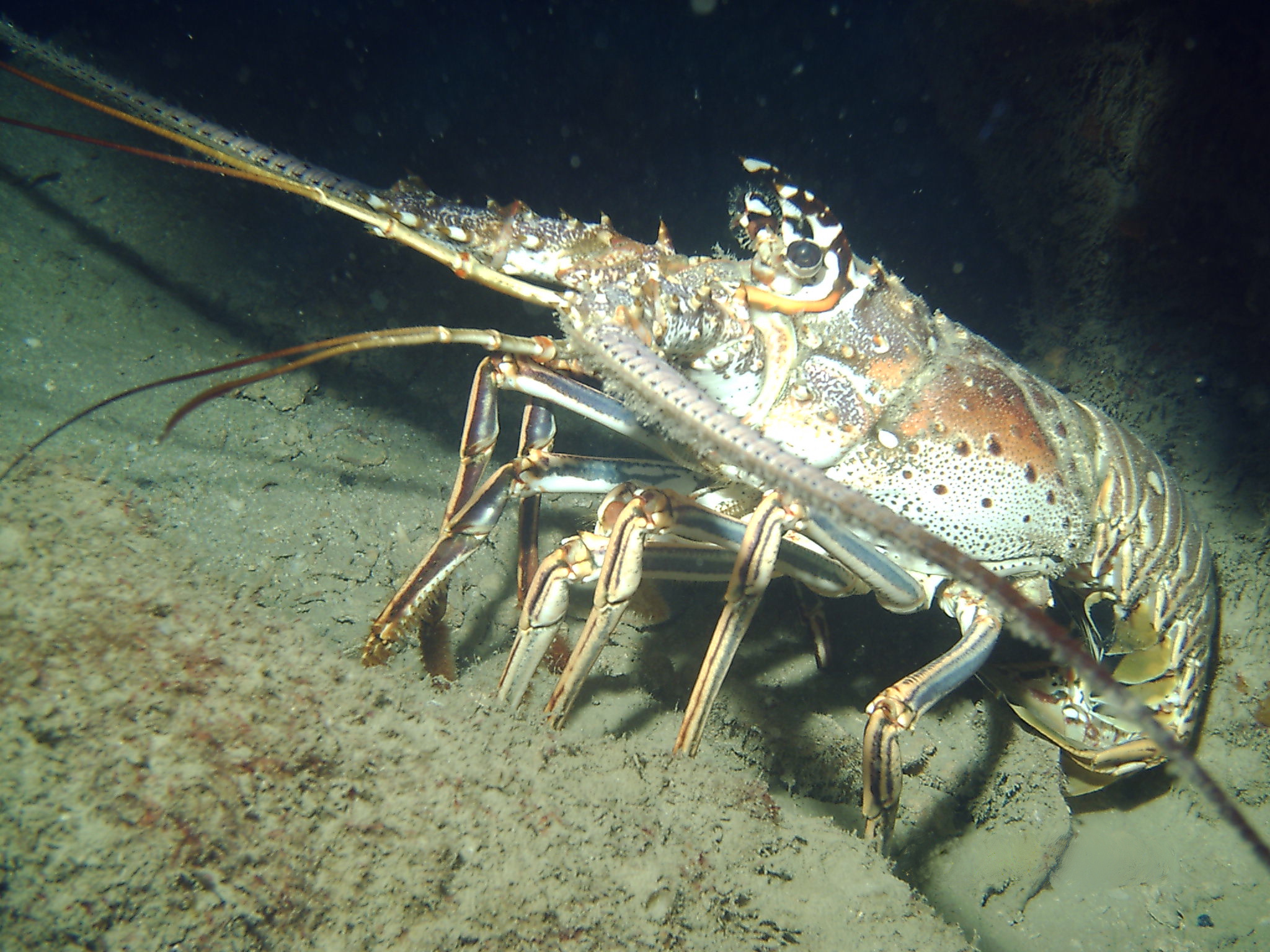
Langusten (Palinuridae)

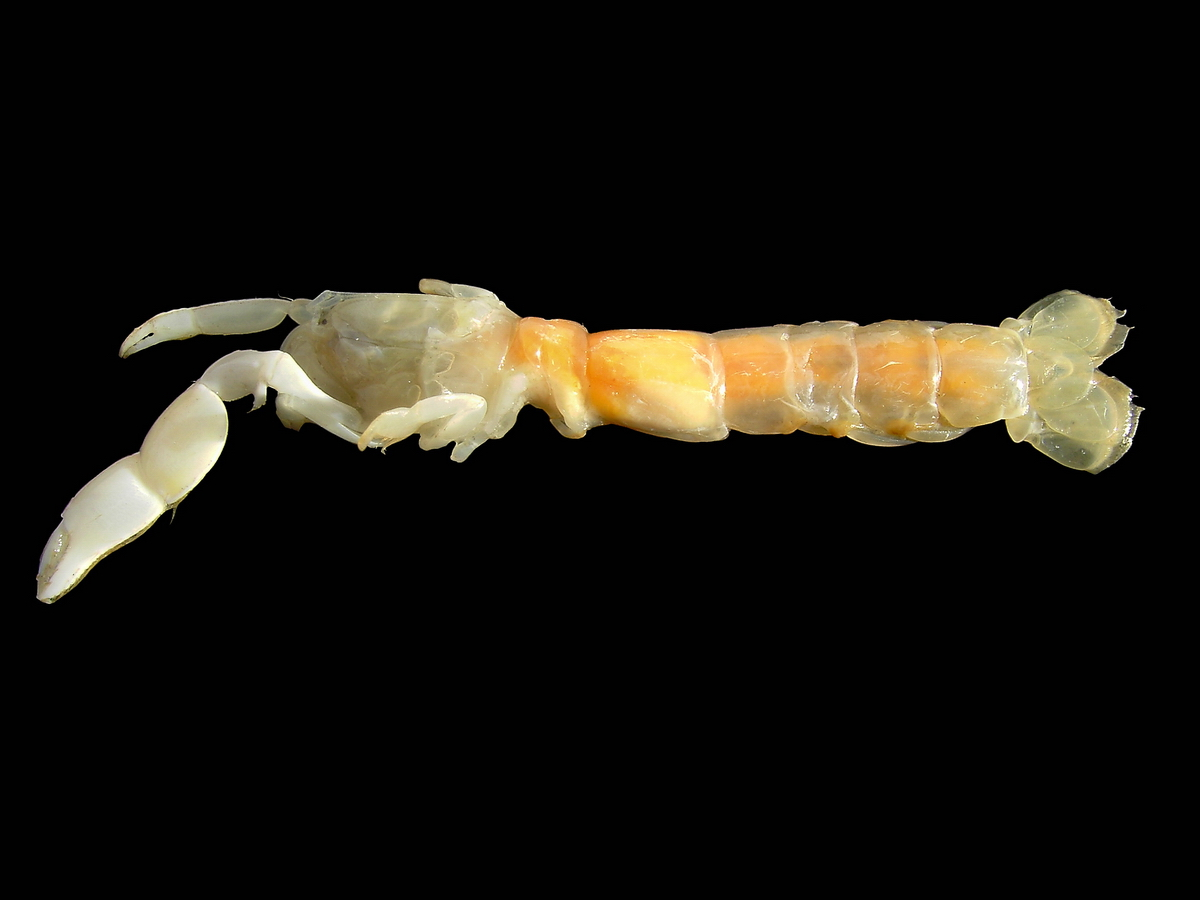
Geistergarnelen (Callianassidae)

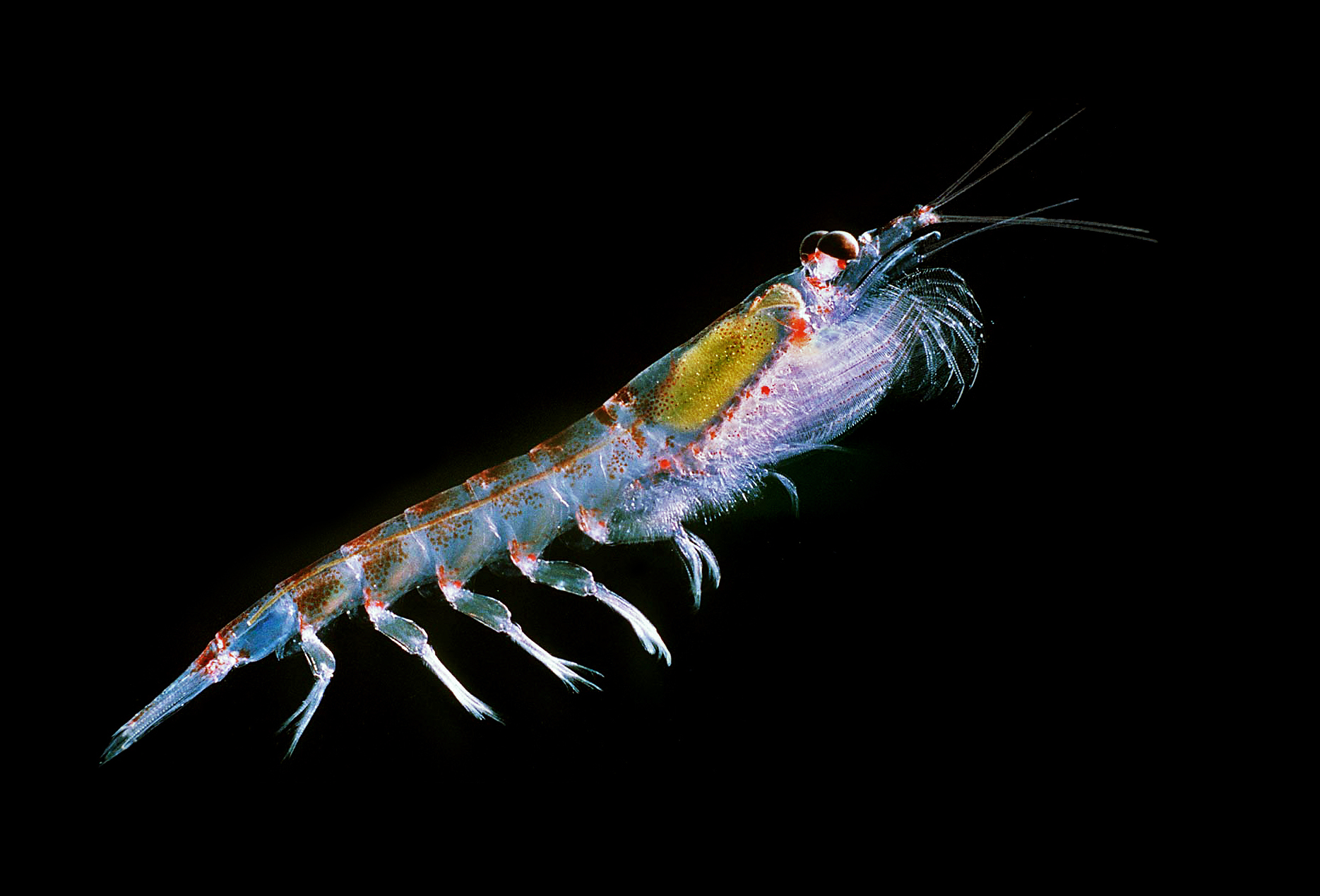
Krill (Euphausiidae)

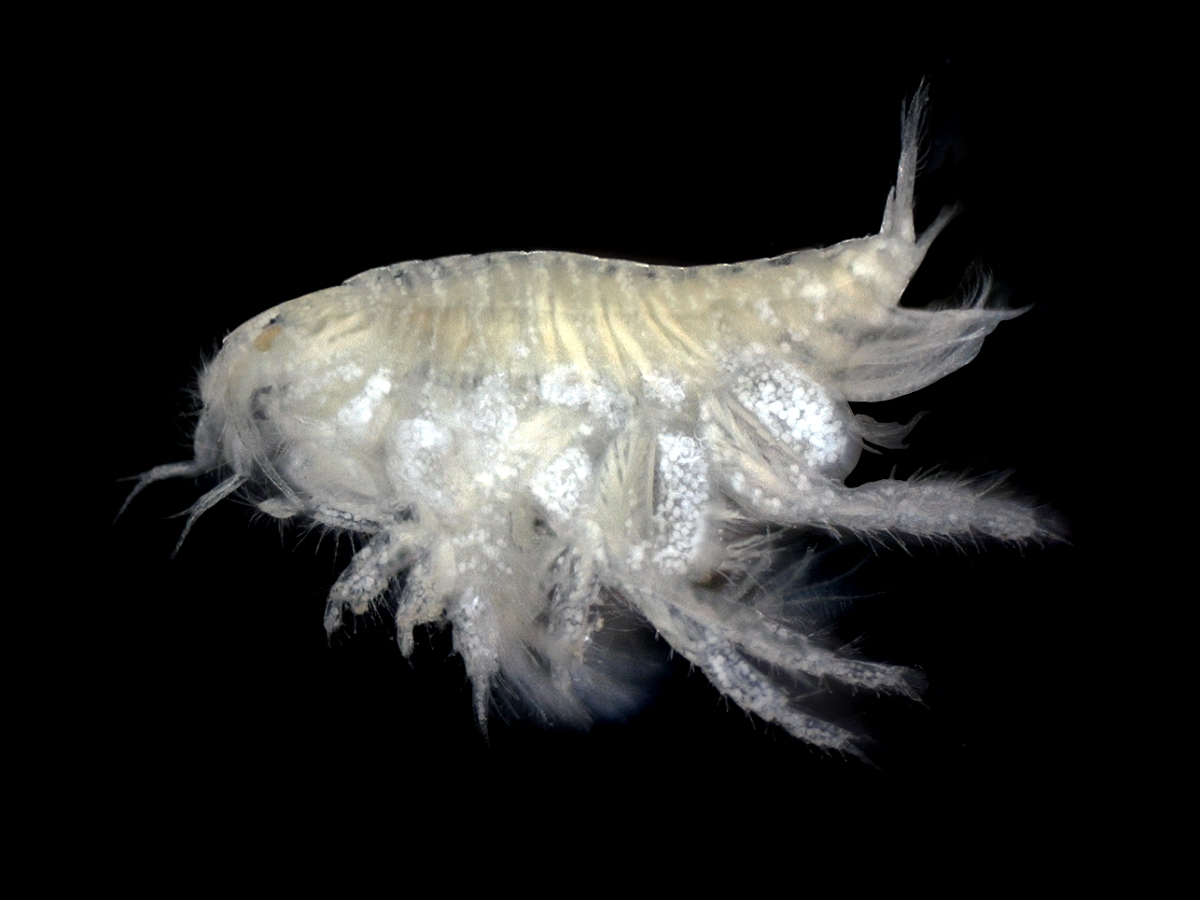
Flohkrebse (Amphipoda)

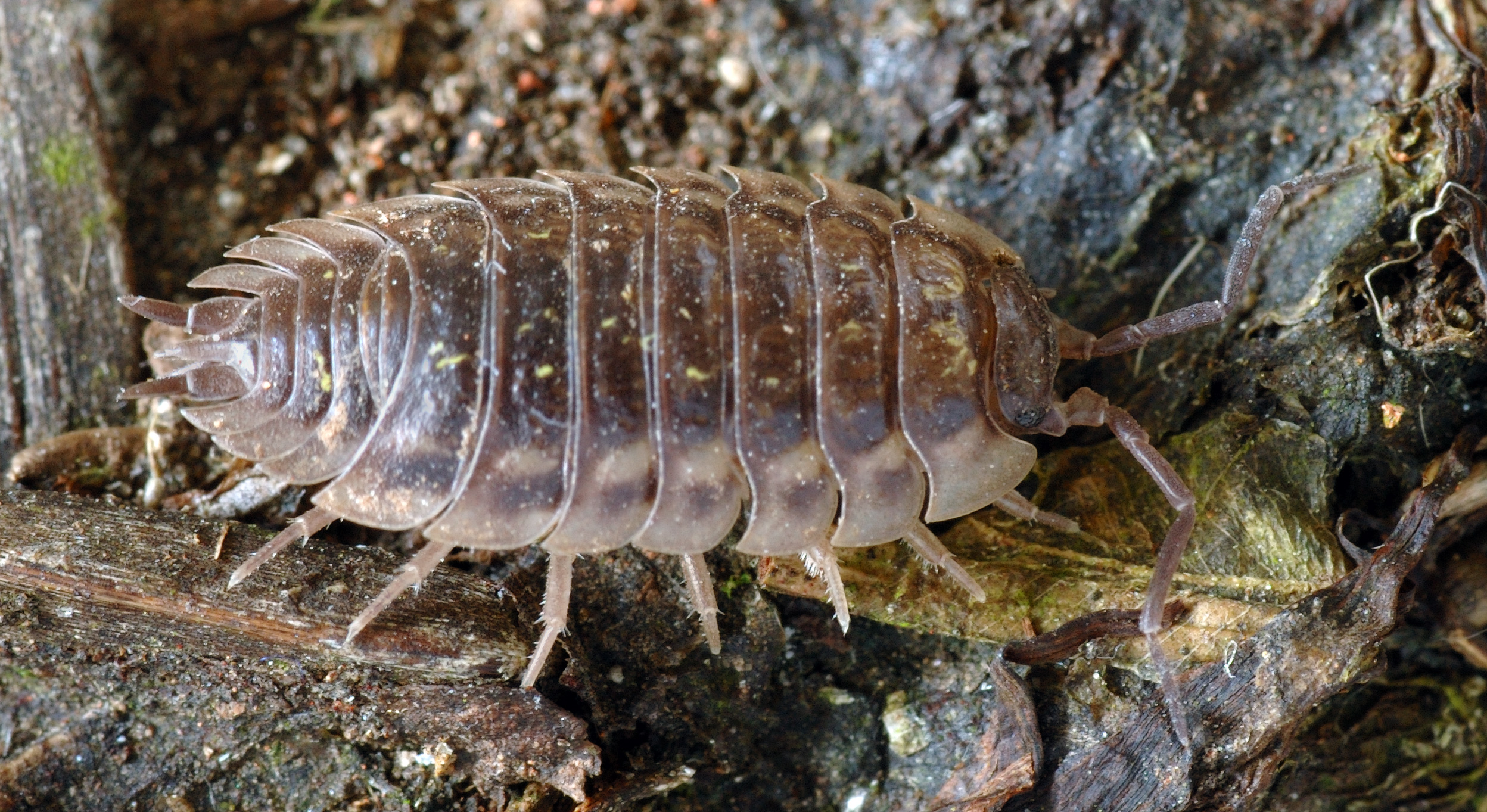
Landasseln (Oniscidea)

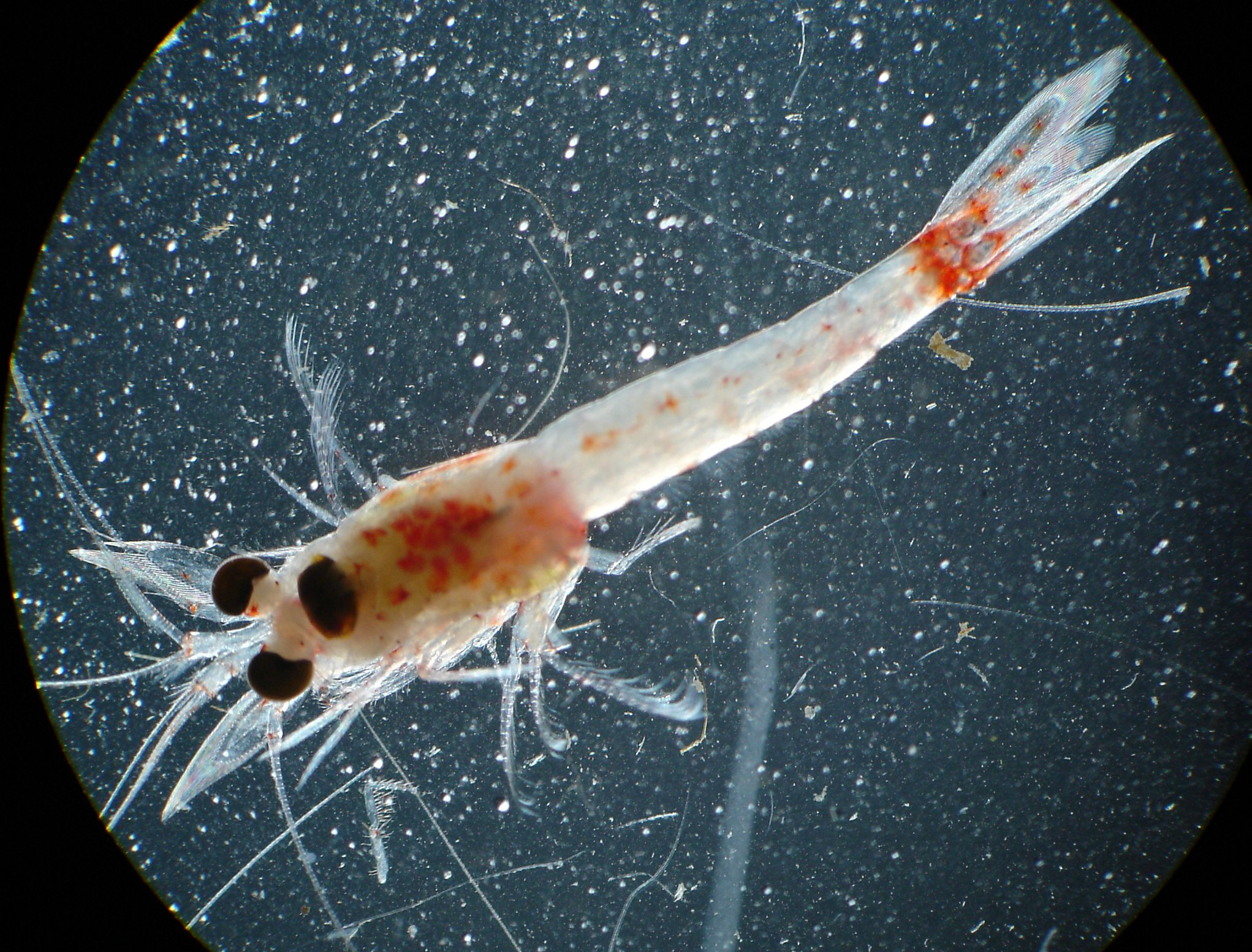
Schwebegarnelen (Mysida)

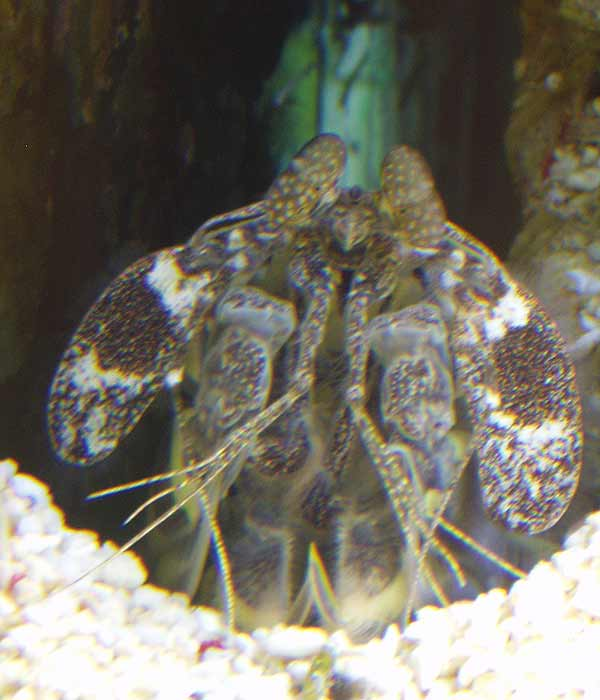
Fangschreckenkrebse (Hoplocarida)

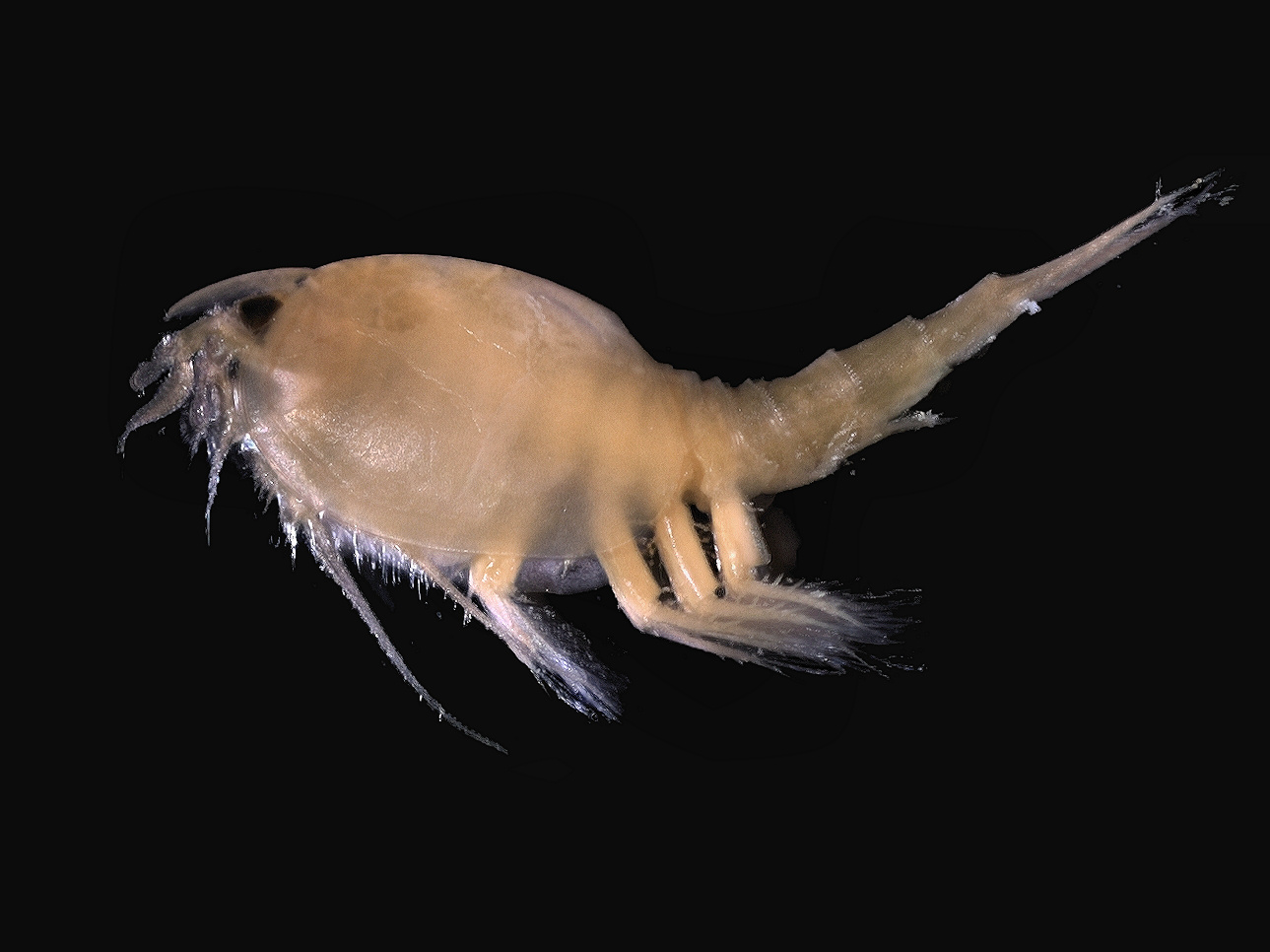
Nebaliidae

## Unterklasse Eumalacostraca
- Unterklasse Eumalacostraca

### Überordnung Eucarida
- - Überordnung Eucarida
    - Ordnung Zehnfußkrebse (Decapoda)[2]
      - Unterordnung Dendrobranchiata
        - Überfamilie Penaeoidea
          - Familie Aristeidae
          - Familie Benthesicymidae
          - Familie Penaeidae
          - Familie Sicyoniidae
          - Familie Solenoceridae

        - Überfamilie Sergestoidea
          - Familie Luciferidae
          - Familie Sergestidae

      - Unterordnung Pleocyemata
        - Teilordnung Achelata
          - Familie Langusten (Palinuridae)
          - Familie Bärenkrebse (Scyllaridae)

        - Teilordnung Mittelkrebse (Anomura)
          - Überfamilie Aegloidea
            - Familie Aeglidae

          - Überfamilie Chirostyloidea
            - Familie Chirostylidae
            - Familie Eumunididae
            - Familie Kiwaidae

          - Überfamilie Galatheoidea
            - Familie Springkrebse (Galatheidae)
            - Familie Munididae
            - Familie Munidopsidae
            - Familie Porzellankrebse (Porcellanidae)

          - Überfamilie Hippoidea
            - Familie Maulwurfskrebse (Albuneidae)
            - Familie Blepharipodidae
            - Familie Sandkrabben (Hippidae)

          - Überfamilie Lithodoidea
            - Familie Hapalogastridae
            - Familie Stein- und Königskrabben (Lithodidae)

          - Überfamilie Lomisoidea
            - Familie Lomisidae

          - Überfamilie Einsiedlerkrebse (Paguroidea)
            - Familie Landeinsiedlerkrebse (Coenobitidae)
            - Familie Linkshändige Einsiedlerkrebse (Diogenidae)
            - Familie Rechtshändige Einsiedlerkrebse (Paguridae)
            - Familie Tiefsee-Einsiedlerkrebse (Parapaguridae)
            - Familie Pylochelidae
            - Familie Pylojacquesidae

        - Teilordnung Großkrebse (Astacidea)
          - Überfamilie Flusskrebse (Astacoidea)
            - Familie Astacidae
            - Familie Cambaridae

          - Überfamilie Enoplometopoidea
            - Familie Riffhummer (Enoplometopidae)

          - Überfamilie Nephropoidea
            - Familie Hummerartige (Nephropidae)

          - Überfamilie Parastacoidea
            -               - Familie Parastacidae

        - Teilordnung Axiidea
          - Familie Axiidae
          - Familie Geistergarnelen (Callianassidae)
          - Familie Callianideidae
          - Familie Calocarididae
          - Familie Ctenochelidae
          - Familie Eiconaxiidae
          - Familie Micheleidae
          - Familie Strahlaxiidae
          - Familie Thomassiniidae

        - Teilordnung Krabben (Brachyura)
        - Teilordnung Caridea
          - Überfamilie Alpheoidea
            - Familie Knallkrebse oder Pistolenkrebse (Alpheidae)
            - Familie Barbouriidae
            - Familie Putzer- und Marmorgarnelen (Hippolytidae)
            - Familie Ogyrididae

          - Überfamilie Atyoidea
            - Familie Süßwassergarnelen (Atyidae)

          - Überfamilie Bresilioidea
            - Familie Agostocarididae
            - Familie Alvinocarididae
            - Familie Bresiliidae
            - Familie Disciadidae
            - Familie Pseudochelidae

          - Überfamilie Campylonotoidea
            - Familie Bathypalaemonellidae
            - Familie Campylonotidae

          - Überfamilie Crangonoidea
            - Familie Crangonidae
            - Familie Glyphocrangonidae

          - Überfamilie Galatheacaridoidea
            - Familie Galatheacarididae

          - Überfamilie Nematocarcinoidea
            - Familie Eugonatonotidae
            - Familie Nematocarcinidae
            - Familie Tanzgarnelen (Rhynchocinetidae)
            - Familie Xiphocarididae

          - Überfamilie Oplophoroidea
            - Familie Oplophoridae

          - Überfamilie Palaemonoidea
            - Familie Anchistioididae
            - Familie Desmocarididae
            - Familie Euryrhynchidae
            - Familie Hummelgarnelen (Gnathophyllidae)
            - Familie Kakaducarididae
            - Familie Felsen- und Partnergarnelen (Palaemonidae)
            - Familie Typhlocarididae

          - Überfamilie Pandaloidea
            - Familie Tiefseegarnelen (Pandalidae)
            - Familie Thalassocaridae

          - Überfamilie Pasiphaeoidea
            - Familie Glasgarnelen (Pasiphaeidae)

          - Überfamilie Physetocaridoidea
            - Familie Physetocarididae

          - Überfamilie Procaridoidea
            - Familie Procarididae

          - Überfamilie Processoidea
            - Familie Processidae

          - Überfamilie Psalidopodoidea
            - Familie Psalidopodidae

          - Überfamilie Stylodactyloidea
            - Familie Stylodactylidae

        - Teilordnung Gebiidea
          - Familie Axianassidae
          - Familie Laomediidae
          - Familie Schlammhummer (Thalassinidae)
          - Familie Upogebiidae

        - Teilordnung Glypheidea
          - Überfamilie Glypheoidea
            - Familie Glypheidae

        - Teilordnung Stenopodidea
          - Familie Macromaxillocarididae
          - Familie Schwamm-Scherengarnelen (Spongicolidae)
          - Familie Scherengarnelen (Stenopodidae)

        - Teilordnung Polychelida
          - Familie Polychelidae

    - Ordnung Leuchtgarnelen (Euphausiacea)
      - Familie Bentheuphausiidae
      - Familie Krill (Euphausiidae)

### Überordnung Ranzenkrebse (Peracarida)
- - Überordnung Ranzenkrebse (Peracarida)
    - Ordnung Flohkrebse (Amphipoda)
      - Unterordnung Gammaridea
      - Unterordnung Hyperiidea
      - Unterordnung Ingolfiellidea
      - Unterordnung Senticaudata[3]
        - Teilordnung Bogidiellida
        - Teilordnung Carangoliopsida
        - Teilordnung Corophiida
        - Teilordnung Gammarida
        - Teilordnung Hadziida
        - Teilordnung Talitrida

    - Ordnung Cumacea
    - Ordnung Asseln (Isopoda)
      - Unterordnung Anthuridea
      - Unterordnung Asellota
      - Unterordnung Calabozoidea
      - Unterordnung Epicaridea
      - Unterordnung Flabellifera
      - Unterordnung Gnathiidea
      - Unterordnung Microcerberidea
      - Unterordnung Landasseln (Oniscidea)
      - Unterordnung Phreatoicidea
      - Unterordnung Valvifera

    - Ordnung Lophogastrida
    - Ordnung Mictacea
    - Ordnung Schwebegarnelen (Mysida)
      - Familie Lepidomysidae
      - Familie Mysidae
      - Familie Petalophthalmidae
      - Familie Stygiomysidae

    - Ordnung Spelaeogriphacea
    - Ordnung Scherenasseln (Tanaidacea)
    - Ordnung Thermosbaenacea

### Überordnung Syncarida
- - Überordnung Syncarida
    - Ordnung Anaspidacea
      - Familie Anaspidesidae (syn. Anaspididae)
      - Familie Koonungidae
      - Familie Psammaspididae
      - Familie Patagonaspididae
      - Familie Stygocarididae

    - Ordnung Brunnenkrebse (Bathynellacea)
      - Familie Bathynellidae
      - Familie Parabathynellidae

## Unterklasse Hoplocarida
- Unterklasse Hoplocarida
  - Ordnung Fangschreckenkrebse (Stomatopoda)
    - Unterordnung Unipeltata

## Unterklasse Phyllocarida
- Unterklasse Phyllocarida
  - Ordnung Leptostraca
    - Familie Nebaliidae
    - Familie Nebaliopsididae
    - Familie Paranebaliidae